# Pauler Tivadar
Pauler Tivadar (Buda, 1816. április 9. – Budapest, 1886. április 30.) magyar jogász, egyetemi tanár, miniszter, az MTA tagja, a Magyar Jogász Egylet első elnöke.

## Életpályája
Nagyapja, Pauler Antal (1759–1846) pozsonyi polgár, városi hivatalnok, majd a Budára költöző Magyar Kamara számvevőségi tanácsosa, végül főszámvevője, apja, szintén Pauler Antal (1785–1847) pedig a budai hadbiztosság tisztviselője, végül közügyi irodaigazgatója volt. 1817-ben együttesen szereztek magyar nemességet.  Az idősebb Antal felesége Kautzhammer Eleonóra, az ifjabbé Markovics Terézia volt.
Középiskolai tanulmányait a budai egyetemi gimnáziumban végezte. Az pesti egyetemen bölcsészetet és jogot tanult, aztán 1838–1847 között a zágrábi jogakadémia tanára lett. 1845-ben Zágráb vármegye táblabírájává választottak. Mival a horvát nemzetiségi mozgalom miatt zágrábi tanári működését nehéznek ítélte, 1847 végén saját kérésére áthelyezeték a győri jogakadámiához. Ott 1848 tavaszán kezdte meg latinul az „észjog” és a bányajog tanítását, de már július 11-én a pesti egyetem ész- és magyar közjogi tanszékére kapott kinevezést, a magyarul gyengén tudó, és emiatt lemondott Virozsil Antal helyett. Az 1848/1849. évi szabadságharc után 1849. november 12-én kezdte meg ismét előadásait, mint a jog- és államtudományi encyclopaedia, az ész- és büntetőjog magyar tanára, de csak mint a reaktivált Virozsil helyettese, aki németül adott elő. 1852-től a az ész- és büntetőjog rendes professzora lett. Sikerrel fáradozott a magyar tannyelv teljes helyreállításán, és részben ennek volt köszönhető, hogy a jogtudományi kar az 1860/1861 és 1865/1866-os tanévben dékánná, az egyetem pedig az 1861/1862. tanévre rektorrá választotta.
Haec mihi semper erunt imis infixa medullis, Perpetuusque animi debitor huius ero.
Midön baráti érzelmeik további fentartását hivataloskodásom utolsó perczeiben kérve kérném, azon szivem mélyéböl fakadó óhajtással zárom be müködésemet, hogy anyaiskolánk, haladva a tökélyesedés pályáján minél magasabb fokára emelkedjék virágzásának, és alapítói dicsőségére, nemzetünk szellemi javára, még unokáink unokáinak hirdesse az alapos tudományosság, tiszta erkölcsiség és rendületlen hazafiuság szent igéit: "Túl és innen sok késő századon !"
1869-ben a Kúria legfőbb ítélőszéki osztályának bírája, 1870-ben az első jogászgyűlés elnöke.
A Magyar Tudományos Akadémia levelező (1845), rendes (1858), igazgatósági (1876), tiszteleti (1885) tagja. 1880-ban az Akadémia másodelnöke lett.
1871–1886 között, a főváros I. kerületének mandátumával, mindig kormánypárti programmal országgyűlési képviselő volt. Eötvös József halála után – Deák Ferenc ajánlására – Andrássy Gyula gróf felkérésére elvállalta a vallás- és közoktatásügyi miniszteri tisztet, amit 1871. február 10-től 1872. szeptember 4-ig látott el, majd 1872. szeptember 8-tól 1875. március 2-ig igazságügy-miniszter a Lónyay-, a Szlávy- és a Bittó-kormányban. Utóbbi lemondásakor, 1875-ben ismét visszatért egyetemi katedrájához, és 1876-ban az Országos Közoktatási Tanács elnöke lett. 1877-ben, másodszorra már nem vállalta el az egyetemi rektori tisztséget. 1878. június 30-án végleg megvált egyetemi katedrájától és 1878. június 30-án Tisza Kálmán kormányában igazságügyi tárcát kapott, ezt a pozíciót haláláig viselte.
Vallás- és közoktatásügyi minisztersége alatt jött létre az Országos Közoktatási Tanács (1871), valamint a fővárosi gyakorló főgimnázium (1872). Szabályozta az egyetem magántanári intézményt, foglalkozott az elemi és a középiskolák reformjával. Előterjesztésére az uralkodó, I. Ferenc József 1872. május 29-én – a törvényhozás utólagos jóváhagyásának (jogos) reményében – elrendelte Kolozsvárott egyetem alapítását. s a polgári törvénykönyv előkészületi munkálatait, átalakíttatta a polgári peres eljárások rendjét és új végrehajtási törvényt is előkészített. A magyar nemzeti érdekek ékes szószólója volt, az egyetem autonómiájának, választási jogának visszavívása, s a magyar tannyelv teljes helyreállítása nagy részben neki köszönhető. Az általa írt Büntetőjogtan (I-II. 1864) egyszerre szolgált kommentárként és tankönyvként.
Badacsony-ban jelentős szőlőbirtoka volt, amelyet 1868-ban a Bogyay-féle gazdaság megszerzésével bővített. Családja három nemzedéke töltötte ott a nyarakat. Egry Józsefnek a "Balaton festőjének" a badacsonyi otthona is itt volt 1918 és 1938 között, felesége Pauler Juliska családjának szőlőbirtokán. A több mint három holdnyi vízpartig nyúló szőlőterület egyik présházában volt a festő első badacsonyi műterme, kilátással a tóra és a szemközti fonyódi hegyre.

## Rokonai
Pauler Gyula országos főlevéltárnok apja, Pauler Ákos filozófus nagyapja, Bogyay Tamás művészettörténész dédapja.

## Művei
- Jog és államtudományok encyclopaediája. Pesten : Emich Gusztáv tulajdona, 1851. VIII, 246, [1] p.
- Emlékbeszéd Frank Ignácz M. Acad. tag felett. Eisenfels és Emich, Pest, 1851.
- Bevezetés az észjogtanba. Pest, 1852 Online
- Észjogi alaptan. Pest : Emich, 1854. IV, 87 p.
- Jog és államtudományok encyclopaediája. Pest : Emich Gusztáv, 1862. VIII, 328 p.
- Jog- és államtudományok encylopaediája (Pest, 1871) Google Books
- Észjogi előtan (Pest, 1873) Google Books
- Büntetőjogtan : 1-2.. Pest : Pfeifer Ferd., 1864-1865. VI, 300, V, 458 p.
- Büntetőjogtan. Pest : Pfeifer Ferd., 1869-1870.
- Emlékbeszéd Mittermaier Károly József Antal fölött. Pest : Eggenberger, 1869. 13 p.
- Emlékbeszéd néhai Virozsil Antal, Ő Csász. és Apost. Kir. Felsége udvari tanácsosa, ss. mm. bölcsészeti és jogtudor, a Magyar Kir. Tudomány-egyetemnél az ész- büntető és magyar közjog nyugalmazott nyilv. rendes tanára, a Jog és Államtudományi Kar idősbje. Buda : M. Kir. Tud. Egyetem Ny., 1869. 33 p
- Büntetőjogtan (2 kötet, Pest, 1873)
- Észjogi előtan. Budapest : Athenaeum, 1873. VII, [2], 315 p.
- Emlékbeszéd Csatskó Imre L.T. fölött. (Budapest, 1875)
- Adalékok a hazai jogtudomány történetéhez. (Budapest, 1878)
- Törvényjavaslat a polgári törvénykezési rendtartás tárgyában. [Budapest] : [s.n.], 1879. [374] p.
- A Budapesti Magyar Királyi Tudományegyetem története (Első kötet. I. füzet). (Budapest, 1880)

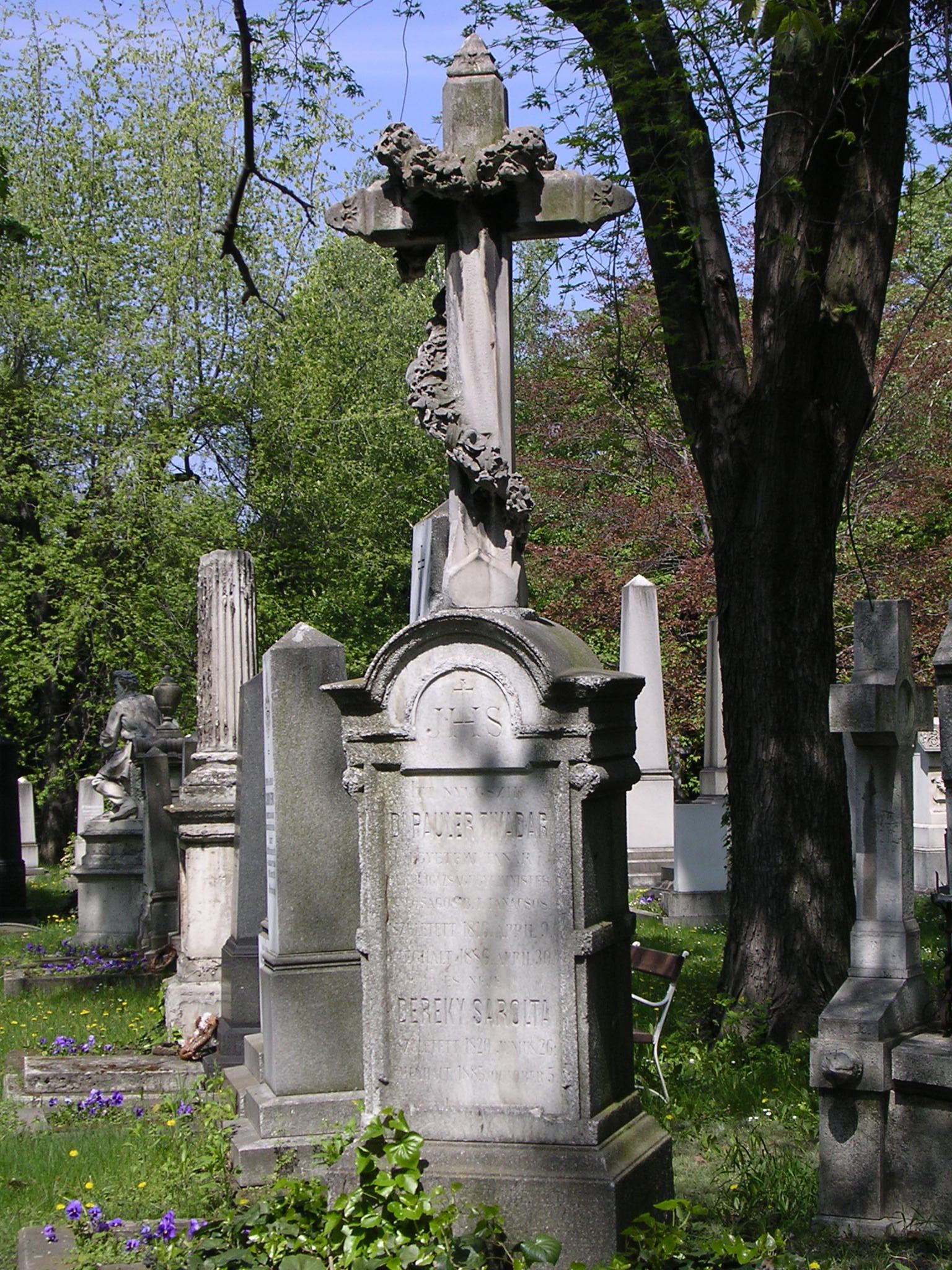
Sírja a Fiumei úti sírkertben (34/1-1-48)